# 27493 Derikesibill
27493 Derikesibill este un asteroid din centura principală de asteroizi.

## Descriere
27493 Derikesibill este un asteroid din centura principală de asteroizi. A fost descoperit pe 7 aprilie 2000 la Socorro, New Mexico, în cadrul proiectului LINEAR. Asteroidul prezintă o orbită caracterizată de o semiaxă mare de 2,73 ua, o excentricitate de 0,03 și o înclinație de 4,0° în raport cu ecliptica.